# Orohoughia aurata
Orohoughia aurata är en tvåvingeart som beskrevs av Townsend 1934. Orohoughia aurata ingår i släktet Orohoughia och familjen parasitflugor. Inga underarter finns listade i Catalogue of Life.